# Испосница Светог Петра Коришког
Испосница Светог Петра Коришког и рушевине цркве Свете Богородице, познати још и као манастир Кабаш, налазе се седам-осам километара уз Коришку реку под планином Русеницом, на двадесетак километара од Призрена.

## Историја
Мало има историјских података о Петру Коришком који се у 13. веку продвизавао, „проводећи пустињачки живот“ у околини Призрена. Постојање пећинске цркве Светог Петра Коришког помиње се још за време краља Милутина, коју је приложио манастиру Хиландару, а потом у повељи краља Душана, од 9. маја 1343. године, у којој он прима на поклон од Старца Григорија цркву Св. Петра у селу Кориши, са имањем и библиотеком и одређује је за привремено боравиште митрополита серског Јакова, који ће у Душаново име руководити градњом Светих Арханђела на Бистрици, изнад Призрена. Старцу Григорију даје: „стару цркв светаго Петра пустиножитеља и чудотворца“. Црква Св. Петра помиње се и у општој Душановој даровној повељи Хиландару из 1348. У то време био је јако развијен култ чудотворца Петра Коришког. Поштујући га, цар Душан је, идући у лов овамо, најпре сам, а потом са женом Јеленом, сином Урошем и свитом, дошао у овај крај, негде између 1346. и 1355. и, „поклонивши се чудотворним моштима св. Петра“, даривао манастир имањима.
Свети Петар Коришки је умро у дубокој старости, а житије о њему је написао, око 1310. године, Теодосије Хиландарац. У науци фигурирају две различите године када су његове мошти пренете у пећинску цркву Манастира Црна Река, код Рибарића - 1572. и 1753. Зна се, међутим, да је манастир Св. Петра Коришког постојао све до 1760. године. Његов последњи игуман Нићифор сведочи да су, ферманом султана Мустафе III, преостале манастирске земље пренете у метох Манастира Светог Марка Коришког.
Село у коме се налазе Испосница и манастир у средњем веку се звало Свети Петар. Тај назив сачуван је у турским документима све до 1876, кад је, по расељавању Срба у 18 и 19. веку, преовладао назив Кабаш, који су му натурили Албанци, као успомену на своје завичајно место у северној Албанији.
У оквиру манастирског комплекса до 1999. године били су сачувани остаци ћелије Испоснице Св. Петра Коришког, остаци цркве, монашких ћелија и појединих економских зграда. Најстарија је Испосница, природно удубљење у стени које је мало обрађено и претворено црквицу. У дну пећине је била и гробница Петра Коришког. У Испосници је остало само неколико квадрата живописа изведеног за живота св. Петра Коришког. Ове фреске спадају у најстарије примерке монументалног сликарства средњовековне Србије и јединствене примерке религиозног сликарства домаћих пустиножитеља.
Уз Испосницу је у 14. веку дозидана црква, чији остаци су све до 1999. године били највидљивији део манастирског комплекса. Живописана је 1350. године. Из тих година је и стамбени део манастира са ћелијама на неколико спратова и трпезаријом. Завод за заштиту споменика културе у Призрену је 1992. године радио на рестаурацији ове цркве.
Недалеко од овог манастирског комплекса, под стеном Чукаљ, су и рушевине цркве Свете Богородице, подигнуте у 14. веку, за које предање каже да ју је подигла сестра Петра Коришког.

### Јастребов о испосници Св. Петра Коришког
Иван Јастребов се пишући о манастиру Св. Марка, због близине ове две светиње, осврнуо и на испосницу Св. Петра Коришког. Гиљфердинг је на основу приче Стефана, који га је пратио у ту пећину записао да је испосницу подигао цар Душан и да су цркву порушили муслимани. Јастребов то негира уз констатацију да су Тирци ретко рушили цркве. Рушиле су се саме јер су остављане судбини на вољу. Турци су само понекад, користили порушену цркву да за себе саграде џамију. Ова црква је тако, пала сама од себе. Одбацује и тезе по којој је сваку цркву подизао цар Душан. Црква није била раскошна, како наводи Гиљфердинг, раскошно је само место, поетично и чаробно (природа). Црква је издубљена у стени много пре Душана, његовог оца и деде. У доба Милутина цркве се граде на видним местима, јер је прошло време испосничког живота. Допушта да су грађевине уз цркву можда и изграђене у Душаново доба. Црква је над провалијом у клисури. Јужно од цркве у клисури код потока лежало је село чије име није сачувано јер у целој околини кабашкој није остало староседелаца, да би се одржали називи несталих села. По свој прилици се звало Бусино, споменуто у Душановој хрисовуљи. Више тог села је ливада које је и тада чувала назив Калуђерска ливада. Село Кориша се не налази у планинама како наводи Гиљфердинг, који каже да се село налази мало иунад Коришког манастора. Напротив, манастир је изнад села Корише, у клисури на чијим су бочним странама разбацане арнаутске куће. Свети Петар Коришки се родио в Диоклитији Хвостанскије у селу Уњемир. У време Јастребова је у том селу било 15 арнаутских кућа од којих су у пет кућа, људи римокатоличке вероисповести. Голубински је сврставао Св. Петра Коришког у бугарске свеце, и то на основу монаха Теодосија, који је његово житије писао у Рилском манастиру.

### Угроженост испоснице у 21. веку
У Фебруару 2021. четири Албанца са територије Косова су ухваћена у крађи археолошких остатака цркве. Албанске власти на Косову су без одобрења СПЦ изводиле грађевинске радове код Испоснице Светог Петра Коришкиг, што је изазвало протест Српске православне цркве 2025. године.

## Галерија
- Новинари „Јединства“ са Наташом Андрић, директорицом Завода за заштиту споменика културе у Призрену испред улаза у Испосницу Светог Петра Коришког (виде се делови животописа), јул 1992, снимак Драгана Јовановића
- Фреске из 15. века
- Бивше гробно место Свети Петра Коришког
- Стубови испоснице
- Фреска из испоснице Светог Петра Коришког, копија